# Oratorio del Gonfalone (Roma)
La chiesa di Santa Maria Annunziata del Gonfalone, meglio conosciuta come Oratorio del Gonfalone, è una chiesa rettoria di Roma, nel rione Ponte, situata in via del Gonfalone, nei pressi di via Giulia. Dal 1960 l'oratorio è sede del Coro polifonico romano, che vi tiene periodicamente dei concerti.

## Storia
La chiesa venne costruita verso la metà del XVI secolo sulle rovine della chiesa di Santa Lucia vecchia, come oratorio dell'Arciconfraternita del Gonfalone, che aveva la sua sede nel palazzo adiacente e dedicata a Maria Santissima Annunziata e agli Apostoli Pietro e Paolo. Il termine "gonfalone" significa "bandiera/stendardo", e fa riferimento al fatto che nel XIV secolo, nelle sue processioni, la Confraternita usava alzare la bandiera del Papa (in quel momento ad Avignone) per ribadire la sua sovranità su Roma. L'oratorio fu poi ristrutturato nel Seicento da Domenico Castelli, a cui si deve anche la facciata.

## Descrizione
L'oratorio è prezioso per i dipinti che l'adornano e che ritraggono Storie della Passione di Cristo, serie di dodici affreschi opera dei principali esponenti del Manierismo romano. Infatti sono di Livio Agresti gli affreschi che rappresentano l'Entrata di Cristo in Gerusalemme, l'Ultima cena e il Viaggio al Calvario; di Cesare Nebbia l'Orazione nell'orto, la Coronazione di spine e l'Ecce Homo; di Raffaellino da Reggio la Cattura di Gesù, di Federico Zuccari la Flagellazione; di Daniele da Volterra la Crocifissione e la Deposizione della Croce; di Marco da Siena la Risurrezione, di Matteo da Lecce il David. Nel soffitto ligneo vi è un'opera intagliata di Ambrogio Bonazzini raffigurante la Vergine e i santi Pietro e Paolo.
Nei sotterranei dell'oratorio sono visibili i resti della cappella di Santa Lucia, che l'Arciconfraternita utilizzava come luogo di sepoltura.